# 45. deželnostrelska divizija (Avstro-Ogrska)
45. deželnostrelska divizija (izvirno nemško 45. Landwehr/Schützen-Division) je bila pehotna divizija avstro-ogrskega domobranstva, ki je bila aktivna med prvo svetovno vojno.

## Zgodovina
Divizija se je bojevala na soški fronti, med drugim tudi med deveto soško ofenzivo.
Aprila 1917 je bila divizija preimenovana iz 45. Landwehr-Division (45. domobranska divizija) v 45. Landschützen-Division (45. deželnostrelska divizija).

## Organizacija
Maj 1941
- 53. domobranska pehotna brigada
- 54. domobranska pehotna brigada
- 45. domobranski poljskohavbični divizion
- 45. domobranski poljskotopniški divizion

## Poveljstvo
Poveljniki (Kommandanten)
- Stephan Ljubičić: avgust - september 1914
- Gustav Smekal: september 1914 - april 1915
- Josef Nemeczek: april - maj 1915
- Gustav Smekal: maj - december 1915
- Felix Unschuld von Melasfeld: december 1915 - februar 1916
- Gustav Smekal: februar - julij 1916
- Karl von Stöhr: julij 1916 - avgust 1917
- Ernst Kindl: avgust 1917 - februar 1918
- Ernst Wossala: februar - avgust 1918
- Viktor Meisel: avgust - november 1918